# Columellia weberbaueri
Columellia weberbaueri är en tvåhjärtbladig växtart som beskrevs av Schlechter. Columellia weberbaueri ingår i släktet Columellia och familjen Columelliaceae. Inga underarter finns listade.